# Empecta villosella
Empecta villosella är en skalbaggsart som beskrevs av Marc Lacroix 1989. Empecta villosella ingår i släktet Empecta och familjen Melolonthidae. Inga underarter finns listade i Catalogue of Life.